# 2,2-dicloro-1,1,1-trifluoroetano
2,2-dicloro-1,1,1-trifluoroetano ou HCFC-123 é um haloalcano que pode ser usado em refrigeração. Este gás foi considerado como o substituto ideal do CFC-11, para evitar a destruição da camada de ozônio.